# System progresywny
System progresywny – system penitencjarny powstały w XIX wieku w Anglii i Irlandii, związany z wprowadzeniem klasyfikacji skazanych (płeć, rodzaj popełnionego przestępstwa, stopień demoralizacji, wcześniejsza karalność, zaburzenia osobowości).
Ma charakter dyscyplinarny. Jest systemem poziomów i selekcji. Za pozytywne zachowanie przenoszono na wyższy poziom i odwrotnie. Występuje tu motywowanie do dobrego zachowania.
Wyższy poziom wiązał się z większą ilością przywilejów i swobodą.
Polega na wyróżnieniu trzech faz kary pozbawienia wolności:
- surowego reżimu – trwający 9 miesięcy – system celkowy
- ciężkiej pracy, trwał połowę kary – praca w dzień, w nocy izolacja w pojedynczej celi
- ograniczonego dozoru – praca zarobkowa, brak kar dyscyplinarnych. Okres ten kończył się warunkowym zwolnieniem.